# Rainer Breitling
Rainer Breitling (* 25. Juni 1971 in Laatzen) ist ein deutscher Systembiologe und Hochschullehrer.

## Wissenschaftliche Laufbahn
Nach dem Abschluss seines Biochemiestudiums an der Gottfried Wilhelm Leibniz Universität Hannover promovierte Breitling im Jahr 2001 an der Technischen Universität München, wo er über 17β-Hydroxysteroid-Dehydrogenasen forschte. Nach seiner Promotion folgten Stellen als Postdoc zwischen 2001 und 2003 an der San Diego State University und anschließend bis 2005 an der University of Glasgow. Darauffolgend erhielt er eine Stelle als Assistant Professor an der Reichsuniversität Groningen, die er bis 2009 innehatte. Im Jahr 2010 erhielt er den Ruf als Professor an der University of Glasgow, im Jahr 2012 wechselte er an die University of Manchester, wo er Professor für Systembiologie am Institut für Biotechnologie ist.

## Forschungsgebiet
Breitling und seine Forschungsgruppe nutzen computergestützte Ansätze, um ein Verständnis über biologische Systeme zu gewinnen. Sie interpretieren molekularbiologische Ergebnisse, beispielsweise aus der Genexpression und die Häufigkeit von Metaboliten. Außerdem erstellen sie Modelle zu möglichen Reaktionen von Zellen auf den Einfluss von Medikamenten oder von genetischer Manipulation.

## Veröffentlichungen
Breitling hat 196 Schriften veröffentlicht, die wiederum mehr als 21.000 Mal zitiert wurden (Stand November 2022).